# Catenula virginia
Catenula virginia är en plattmaskart. Catenula virginia ingår i släktet Catenula och familjen Catenulidae. Inga underarter finns listade i Catalogue of Life.